# 张大同
张大同（1948年4月—），中学物理特级教师、物理奥林匹克竞赛教练，曾經擔任华东师范大学第二附属中学副校长、华东师范大学物理系兼职教授、上海市政协委员、中国民主促进会上海市委员会委员、华东师范大学委员会委员、上海市物理学会第十届、第十二届理事、嘉定新城初级中学校长，浦东新区物理学会会长、上海市高考命题组成员、教育部教材审查物理组成员。张大同培养的学生七次摘得国际物理奥林匹克金牌，十二人进入国家集训队，二十四人获全国物理奥林匹克一、二等奖。2012年6月，张大同因性侵男生被华东师范大学第二附属中学免职。

## 生平
张大同初中、高中均就读于华东师范大学第二附属中学，1966年高中毕业，本想报考上海交通大学船舶制造专业，但因文化大革命爆发，高考取消。张大同在华东师大二附中革命两年后，被派往崇明岛红星农场劳动。在崇明岛的第四年，上海市教育局为解决教师紧缺问题，将张大同送往上海师范大学培训。1974年，经过一年三个月培训的张大同回到母校华东师大二附中，成为了学校的体育教师。
张大同一直想改行当物理教师，为此他多次游说学校的物理组长。1977年，张大同终于如愿，教上了高一物理。同年，高考恢复，张大同决定不参加普通高考，而是试着以同等学力考研。然而，由于政策改变，张大同两次考研都失败了，随后他得了肝病。1982年，华东师大二附中考虑到他的身体情况，派他辅导物理课外小组。1984年，张大同进入华东师范大学夜大学物理系电子专业。毕业后，张大同回到二附中，继续教物理，同时辅导物理竞赛。1991年，张大同辅导的王泰然摘得第22届国际物理奥林匹克金牌，这也是上海市中学生首次获得国际物理奥林匹克金牌，同年张大同获评高级教师。自1991年起，张大同辅导的学生七次摘得国际物理奥林匹克金牌，有十二人进入国家集训队，获全国物理奥林匹克一、二等奖的有二十四人，获上海市一等奖的超过百人，张大同因而被称为金牌教练。1993年，张大同被评为普陀区物理学科带头人，获得李政道物理奖学金“伯乐奖”。1994年，张大同被评为特级教师。1998年评为被普陀区“十大名师”。2000年4月，张大同升任华东师范大学第二附属中学副校长。此外，张大同担任了华东师范大学物理系兼职教授、浙江师范大学兼职教授、上海市政协委员、中国民主促进会上海市委员会委员、中国民主促进会华东师范大学委员会委员、上海市物理学会第十届、第十二届理事、嘉定新城初级中学校长，浦东新区物理学会会长、上海市高考命题组成员（1998年起）、教育部中小学教材审定委员会物理学科组成员（2001年起），还曾被提名为首届“上海市教育功臣”（2003年）。
2012年6月27日，华东师范大学第二附属中学1997届的两名学生实名在新浪微博上举报张大同猥亵男生，“张曾多次以‘检查身体’为由，对男性在校中学生做出有违师德的举动。作为当年的受害者和知情人，我们决定不再沉默，实名向公众证实此事”。次日，华东师范大学第二附属中学在微博上公告：“华东师大二附中原副校长张大同，因有违师德的行为，经研究予以免职解聘，同时提请华二民办初中董事会免去张大同兼任的校长职务”。据称，华东师大二附中接到举报后，查询校友录确认举报者确有其人，然后由校领导致电询问张大同，张大同挂断了电话，十多分钟后回电“我对不起学校”。实名举报张大同的学生设立了举报邮箱，希望受张大同性侵的学生一同检举张大同。举报人称，被张大同性侵的学生入学时间自1980年代至2013年左右都有。
根据中华人民共和国法律，张大同性侵男生并不会受到处罚。张大同被免职后，仍然受到多家培训机构的聘请，担任物理竞赛指导老师。两名受张大同性侵的学生因此决定露面接受中央电视台采访，中央电视台新闻调查类目播出了专题节目。

## 著作
- 《高中物理竞赛解题指导/金牌之路》，陕西师范大学出版社
- 《赛前集训（初中物理竞赛考前训练）》，华东师范大学出版社
- 《物理竞赛教程》，华东师范大学出版社
- 《多功能题典：高中物理》，与范小辉共同主编，华东师范大学出版社
- 《名牌大学自主招生高效备考·物理》，华东师范大学出版社